# Color Me Badd
A Color Me Badd egy amerikai R&B együttes, mely Oklahomában alakult 1985-ben, majd 1998-ban felbomlott. A csapat 2010-ben újraegyesült, és azóta különböző felállásban működik. 2016-tól Abrams, Calderon és Adam Emil triójaként lépnek fel.
A csapat legnagyobb slágerei az I Wanna Sex You Up, az All 4 Love, I Adore Mi Amor című dalokkal hódított a 90-es években, és több mint 12 millió eladott példánnyal dicsekedhetnek. Az album platina státuszt kapott, két Grammy-díjat, valamint két Soul Train Music díjat, és egy amerikai zenei díjra is jelölték az együttest, valamint számos más díjakra is jelölésük volt. Dalaikat filmekben és televíziós műsorokban is gyakorta játszották, köztük a New Jack City, Mo 'Money című filmekben is.

## Tagok
- Bryan Abrams (1969 november 16 – )
- Sam Watters (1970 július 23 – )
- Mark Calderon (1970 szeptember 27 – )
- Kevin Thornton (1970 június 17 – )

## A zenekar története

### A formáció 1985 – 1990
Thorton és Abrams a középiskolában barátkoztak össze. Watters és Calderon az általános iskolában barátkoztak össze. A 4 tag a 80-as évek közepén találkoztak össze, miközben részt vettek a Northwest Classen Iskola kórusában. A csapat nevét egy lóról kapta, mely Color Me Badd néven indult a lóverseny pályán. Először egy iskolai tehetségkutatóban mutatkoztak be, melyben Sam Cooke és The Temptations, valamint Four Tops dalokat énekeltek. A csapat hasonló stílusra törekedett, úgy mint a New Kids On The Block vagy a New Edition együttesek.
A csapat tagjai 1987 május 27-én találkoztak Oklahomában Robert Bellel, a Kool & The Gang együttesből, amikor fellépett a városban. 1989-ben egy délután Thornton találkozott Jon Bon Jovival egy moziban, ahol Jon meghívta a csapatot egy éjszakai koncertre, ahol ők is felléptek 20.000 ember előtt.
1989 szeptember 23-án a csapat New Yorkba költözött, majd 1990-ben a Toni! Toni! Toné! frontemberével találkoztak, akik meghívta őket az ASCAP Music Awards díjkiosztóra. A Color Me Badd itt találkozott későbbi producereikkel Jimmy Jammel, Terry Lewisszel, és elénekelték az I Adore Mi Amor című dalt, melynek dalszövege félig spanyol, félig angol nyelven íródott. A dalt Hamza Lee írta. A Giant Records kiadó vezetője 1990 augusztus 11-én szerződést kötött a csapattal.

### C.M.B. (1991 – 1992)
A csapat miután megkötötte a lemezszerződést, megkezdődtek a lemezfelvételek. A New Jack City című filmzene egyik legnagyobb slágere lett az I Wanna Sex You Up című dal, mely az egyik legnagyobb slágere lett a csapatnak, és a New Jack City albumon is a legjobb dalnak számított. A dal 1991 március 2-án jelent meg. A dal a Billboard Hot 100-as listáján a 2. helyen végzett, a Hot R&B – Hip-Hop kislemezlistán pedig az 1. helyezést érte el. A dal népszerűsége miatt a kiadó sürgette a csapatot, hogy mihamarabb rögzítsék az album dalait, azonban csupán 4-5 befejezett daluk volt csupán kész. A többi dalt Los Angelesben rögzítették.
Az első debütáló album a C.M.B. 1991 július 23-án jelent meg, melyből több mint 6 millió példányt adtak el világszerte. Az Egyesült Államokban platina státuszt ért el a lemez, és 77  hetet töltött a Billboard 200-as listáján a 3. helyen. Az I Wanna Sex You Up című dal is Billboard listás helyezés volt, úgy mint az I Adore Mi Amor, All 4 Love és a Thinkin Back is, mely 16. helyezett volt a Billboard Hot 100-as listán, és 31. a ot R & B / Hip-Hop kislemezlistán. A Slow Motion című daluk a 16. helyen végzett.
1991-ben az együttes az Egyesült Királyságban fellépett a Smash Hits Poll Awards díjkiosztón, ahol megnyerték a legjobb új együttes kategória díját. Szintén díjat nyertek a legjobb R&B – Soul kategóriában is, valamint az I Wanna Sex You Up című daluk helyezett lett a Soul Train Awards díjkiosztón is. 1992-ben Grammy-díjra jelölték őket, mint a legjobb új előadó, és a legjobb előadásmód kategóriában. Ebben az évben az I Adore Mi Amore című dallal nyertek az amerikai Music Awards díjkiosztón is. 1991-ben Paula Abdul is fellépett koncertjükön, ahol egy daluk acapella változatát énekelte el az énekesnő. A New York Times cikkezett róluk, úgy mint George Michael és a The Temptations zenei stílusainak ötvözete zenéjükkel kapcsolatban. 1992 január 26-án a Super Bowl XXVI és a Washington Redsking Bufallo Bills meccsén is megszólalt az I Wanna Sex You Up, valamint több futball meccsen is hallható volt a dal.
A csapat a Beverly Hills 90210 című filmsorozat 2. évad 26. epizódjában szerepelt, ahol minden a banda körül forog. A filmben elhangzik az I Adore Mi Amor című dal, és látható a videóklip is. Az epizód későbbi szakaszában a 90210-es szereplők a Bel Age Hotelbe mennek, hogy találkozzanak a zenekar tagjaival, majd Kelly meglátogatja a penthouse lakosztály, ahol meghívja a tagokat, hogy csatlakozzanak hozzájuk. A csapattagok végül egy kápolnában énekelnek.
1992 november 24-én a csapat megjelentetett egy remix albumot, melyen szerepel a Forever Love című daluk, mely 15. helyezést érte el a Billboard Hot 100-as listán, és szerepel a Mo' Money című filmzene albumon. A  remix album 189. helyezett lett a Billboard 200-as listáján.

### Time And Chance (1993 – 1994)
A csapat 2. stúdióalbuma a Time And Chance 1993 novemberében jelent meg. Az album 19 új dalt tartalmaz, és az album teljesen más stílust képviselt az első debütáló albummal ellentétben. A lemez elkészítésében David Foester, DJ Pooh, Jimmy Jam és Terry Lewis producerek segédkeztek, azonban a korábbi sikereket nem sikerült felülmúlni, így a csapat nem ért el akkora sikereket mint első debütáló albumukkal.
Az album a Billboard 200-as listán az 56. helyig jutott csupán, azonban 17 héten át volt helyezett. Az Ice Cube által publikált One Time And Chance című dal 23. helyig jutott az R&B / Hip-Hop slágerlistán, és 9. az R&B/ Hip Hop Listán. A következő dal a Choose szintén Hot 100-as helyezés volt, és pontosan a 100. helyen állt meg.

### Későbbi albumok és a csapat felbomlása (1996 – 1998)
A csapat 1996-ban fellépett új Now & Forever című albumával. Az album producerei közé tartozik Narada Michael Walden, Babyface, és a Boyz II Men nevű csapatból Nathan Morris. Az album a Billboard 200-as listán 113. helyezést érte el, és 14 héten át volt helyezett, ezáltal platina státuszt kapott. Az első kimásolt kislemez a The Earth, The Sun, The Rain 21. helyezést érte el az amerikai Billboard 100-as listán, ahol 22. hétig volt helyezett. A Sexual Capacity című második kimásolt kislemez a Striptease című Demi Moore című film betétdala volt. Az album nem volt túl sikeres, mint korábbi albumaik, így a csapat otthagyta a Giant kiadót, és az Epic Records kiadóval szerződött.